# Mary Ellen Comes to Town
Mary Ellen Comes to Town er en amerikansk stumfilm fra 1920 af Elmer Clifton.

## Medvirkende
- Dorothy Gish som Mary Ellen
- Kate Bruce
- Ralph Graves som Bob Fairacres
- Adolph Lestina
- Charles K. Gerrard som William Gurson
- Raymond Cannon som Bender
- Bert Appling som Hard Harris
- Rhea Haines som Fossie Fleurette